# Euphoria bispinis
Euphoria bispinis är en skalbaggsart som beskrevs av Bates 1889. Euphoria bispinis ingår i släktet Euphoria och familjen Cetoniidae. Inga underarter finns listade i Catalogue of Life.